# گورینو کاپرتی
گورینو کاپرتی (انگلیسی: Guerino Capretti؛ زادهٔ ۵ فوریهٔ ۱۹۸۲) بازیکن فوتبال است.